# Erigeron major
Erigeron major là một loài thực vật có hoa trong họ Cúc. Loài này được (Boiss.) Vierh. mô tả khoa học đầu tiên năm 1906.